# Troianul
Troianul là một xã thuộc hạt Teleorman, România. Dân số thời điểm năm 2002 là 3609 người.